# Наші битви
«Наші битви» (фр. Nos batailles) — бельгійсько-французький драмедійний фільм 2018 року, поставлений режисером Гійомом Сене з Роменом Дюрісом у головній ролі. Світова прем'єра відбулася 13 травня 2018 року на 71-му Каннському міжнародному кінофестивалі, де фільм брав участь в конкурсній програмі Міжнародного тижня критики. У 2019 році стрічку було висунуто у двох категоріях на здобуття французької кінопремії «Люм'єр» та в 7-ми категоріях — на бельгійську національну кінопремію «Магрітт» за 2018 рік, отримавши 5 нагород, у тому числі за найкращий фільм та найкращу режисерську роботу .

## Сюжет
Олів'є (Ромен Дюріс) прикладає всі свої зусилля у боротьбу з несправедливістю в компанії, в якій працює. Але одного дня, коли його дружина Лора (Люсі Дебі) йде від нього, він залишається наодинці з дітьми, щоденними обов'язками і професійною діяльністю. Перед лицем цих нових викликів він прагне віднайти баланс. Та, вибору в нього немає — Лора не повернеться.

## У ролях
| • Ромен Дюріс       | … | Олів'є Валле |
| • Базіле Грюнбергер | … | Еліот Валле  |
| • Лена Жирар Восс   | … | Роза Валле   |
| • Люсі Дебі         | … | Лора Валле   |
| • Лора Келамі       | … | Клер         |
| • Домінік Валадьє   | … | Жоель        |
| • Летиція Дош       | … | Бетті        |
| • Сара Ле Пікар     | … | Агата        |
| • Крис Куппенс      | … | Жан          |
| • Седрік Вієйра     | … | Поль         |
| • Jeupeu            | … | Жан-Люк      |
| • Валентина Кадич   | … | Анна         |

## Знімальна група
- Автори сценарію — Рафаель Деплешен, Гійом Сене
- Режисер-постановник — Гійом Сене
- Продюсер — Філіпп Мартен, Давид Тіон, Ізабель Трюк
- Асоційований продюсер — Філіпп Логі
- Співпродюсер — Барт ван Лангендонк
- Оператор — Елін Кіршфінк
- Монтаж — Жулі Брента́
- Художник-костюмер — Жулі Лебрюн
- Артдиректор — Флорен Діма́

## Нагороди та номінації
| Список нагород та номінацій              | Список нагород та номінацій | Список нагород та номінацій                                | Список нагород та номінацій | Список нагород та номінацій | Список нагород та номінацій |
| Кінофестиваль/Кінопремія                 | Рік                         | Категорія                                                  | Номінант(и)                 | Результат                   | Дж                          |
| ---------------------------------------- | --------------------------- | ---------------------------------------------------------- | --------------------------- | --------------------------- | --------------------------- |
| 71-й Каннський міжнародний кінофестиваль | 2018                        | Найкращий фільм                                            | Наші битви                  | Номінація                   |                             |
| Трансатлантичний кінофестиваль в Лодзі   | 2018                        | Нагорода Transatlantyk Distribution (в секції «Нове кіно») | Наші битви                  | Номінація                   |                             |
| Міжнародний кінофестиваль «Кіно на морі» | 2018                        | Приз TV5Monde                                              | Наші битви                  | Номінація                   |                             |
| Гамбурзький кінофестиваль                | 2018                        | Нагорода критиків                                          | Наші битви                  | Перемога                    |                             |
| Туринський міжнародний кінофестиваль     | 2018                        | Приз міста Турина за найкращий художній фільм              | Наші битви                  | Номінація                   |                             |
| Туринський міжнародний кінофестиваль     | 2018                        | Нагорода Інтерфеді                                         | Наші битви                  | Номінація                   |                             |
| Туринський міжнародний кінофестиваль     | 2018                        | Приз глядацьких симпатій                                   | Наші битви                  | Перемога                    |                             |
| Премія «Магрітт»                         | 02.02.2018                  | Найкращий фільм                                            | Наші битви                  | Перемога                    | [ 6 ] [ 7 ]                 |
| Премія «Магрітт»                         | 02.02.2018                  | Найкращий режисер                                          | Гійом Сене                  | Перемога                    | [ 6 ] [ 7 ]                 |
| Премія «Магрітт»                         | 02.02.2018                  | Найкраща акторка другого плану                             | Люсі Дебі                   | Перемога                    | [ 6 ] [ 7 ]                 |
| Премія «Магрітт»                         | 02.02.2018                  | Найперспективніший актор                                   | Базіле Грюнбергер           | Номінація                   | [ 6 ] [ 7 ]                 |
| Премія «Магрітт»                         | 02.02.2018                  | Найперспективніша акторка                                  | Лена Жирар Восс             | Перемога                    | [ 6 ] [ 7 ]                 |
| Премія «Магрітт»                         | 02.02.2018                  | Найкращий сценарій                                         | Гійом Сене                  | Номінація                   | [ 6 ] [ 7 ]                 |
| Премія «Магрітт»                         | 02.02.2018                  | Найкращий монтаж                                           | Жулі Брента                 | Номінація                   | [ 6 ] [ 7 ]                 |
| Премія «Люм'єр»                          | 04.02.2019                  | Найкращий актор                                            | Ромен Дюріс                 | Номінація                   |                             |
| Премія «Люм'єр»                          | 04.02.2019                  | Найкращий франкомовний фільм                               | Наші битви                  | Номінація                   |                             |
| Премія «Кришталевий глобус»              | 5.02.2019                   | Найкращий актор                                            | Ромен Дюріс                 | Номінація                   | [ 9 ]                       |
| Премія «Сезар»                           | 22.02.2019                  | Найкращий фільм іноземною мовою                            | Наші битви                  | Номінація                   | [ 10 ]                      |
| Премія «Сезар»                           | 22.02.2019                  | Найкращий актор                                            | Ромен Дюріс                 | Номінація                   | [ 10 ]                      |